# Lago Powell

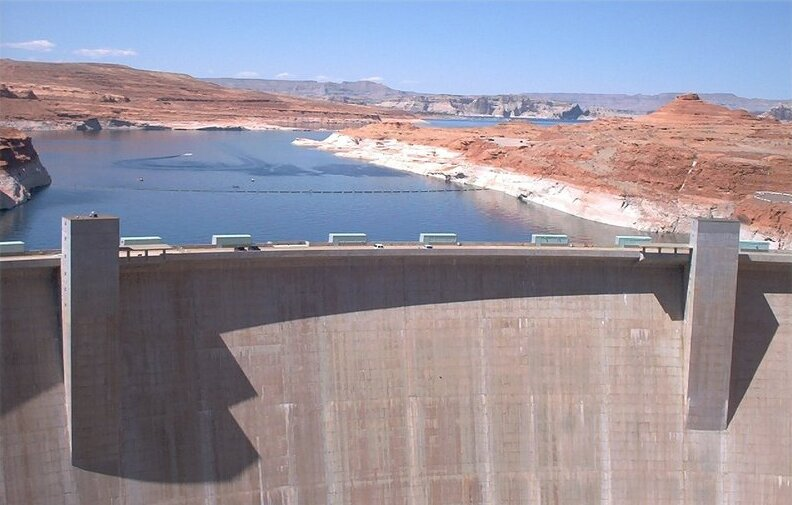
Represa do cânion Glen, Arizona, no rio Colorado; ao fundo, o lago Powell

O lago Powell é um lago artificial criado a partir do Rio Colorado para a construção da represa do Cânion Glen em 1963. É o segundo maior reservatório nos Estados Unidos em termos de volume de água e armazena uma grande porção das reservas de água doce para sete estados do sudoeste estadunidense. O lago tem quase trezentos quilômetros de comprimento e está localizado entre os estados do Arizona e Utah. Imagens da Administração Nacional da Aeronáutica e Espaço (NASA) mostraram como o lago tem secado nos Estados Unidos ao longo dos anos.